# Hoarded Assets
Hoarded Assets er en amerikansk stumfilm fra 1918 af Paul Scardon.

## Medvirkende
- Harry T. Morey som Jerry Rufus
- Betty Blythe som Claire Dawson
- George Majeroni som James Barr
- Robert Gaillard som Ryan
- Jean Paige som Patsy